# Emblemantha
Emblemantha é um género botânico pertencente à família Myrsinaceae.